# Paul Stephen Loverde

Wappen von Paul Stephen Loverde

Paul Stephen Loverde (* 3. September 1940 in Framingham) ist ein US-amerikanischer Geistlicher und emeritierter römisch-katholischer Bischof von Arlington.

## Leben
Der Rektor des Päpstlichen Nordamerika-Kolleg, Francis Frederick Reh, weihte ihn am 18. Dezember 1965 zum Priester.
Papst Johannes Paul II. ernannte ihn am 3. Februar 1988 zum Weihbischof in Hartford und Titularbischof von Octabia. Der Erzbischof von Hartford, John Francis Whealon, spendete ihm am 12. April desselben Jahres die Bischofsweihe; Mitkonsekratoren waren Daniel Patrick Reilly, Bischof von Norwich, und Francis Frederick Reh, Altbischof von Saginaw.
Am 11. November 1993 wurde er zum Bischof von Ogdensburg ernannt und am 17. Januar des nächsten Jahres in das Amt eingeführt. Am 25. Januar 1999 wurde er zum Bischof von Arlington ernannt und am 25. März desselben Jahres in das Amt eingeführt.
Papst Franziskus nahm am 4. Oktober 2016 seinen altersbedingten Rücktritt an.